# Ma saison préférée
La mia stagione preferita è un film del 1993 diretto da André Téchiné.
Fu presentato in concorso al 46º Festival di Cannes.

## Trama
Vedova da diversi anni e con problemi di cuore, Berthe, una signora anziana che abita vicino a Tolosa, si rassegna a venire ad abitare da sua figlia Émilie e da suo genero Bruno. Arrivato l'inverno, Émilie invita suo fratello minore Antoine, che non vede da diversi anni, alla cena di Natale. Al cenone sono presenti anche Anne e Lucien, i figli di Émilie e Bruno, e Khadija (soprannominata "Ranuncolo"), la fidanzata di Lucien. Quando tutta la famiglia è riunita e sembra andare tutto bene, Antoine e Bruno cominciano a litigare fino ad affrontarsi fisicamente. Alla fine Antoine se ne va e sua madre Berthe decide di venire con lui. Successivamente, anche Émilie litiga con il marito e perfino Lucien litiga con la sua ragazza. La povera Anne, sentendosi sola ed esclusa, trova conforto in Khadija e la loro amicizia si fortifica. In seguito a un nuovo attacco, Berthe viene portata dai suoi figli in una casa di cure. Antoine, che lavora come medico, sa che sua madre è destinata a morire. Fratello e sorella si rimproverano di non aver badato alla loro madre negli ultimi anni. Nonostante litighino molto, Antoine e Émilie si vogliono comunque molto bene e un giorno la sorella ammette al fratello di aver sempre invidiato la sua personalità bizzarra e libera. La salute di Berthe peggiora e viene trasferita in un ospedale. Come previsto da Antoine, sua madre muore. Dopo questo triste episodio, tuttavia, le cose migliorano: l'amore fraterno tra Émilie e Antoine diventa sempre più forte, Bruno perdona la moglie e il cognato per essere stato così rude e Lucien fa pace con Khadija. Nonostante le recenti difficoltà, la vita di questa famiglia va avanti.